# Ophiomoeris exuta
Ophiomoeris exuta is een slangster uit de familie Ophiacanthidae.
De wetenschappelijke naam van de soort werd in 2011 gepubliceerd door Sabine Stöhr.